# Gelis areator
Gelis areator là một loài tò vò trong họ Ichneumonidae.